# Carl Alexander Neuberg
Carl Alexander Neuberg (Hannover, 29 luglio 1877 – New York, 30 maggio 1956) fu un pioniere nel campo della biochimica e primo editore della rivista scientifica Biochemische Zeitschrift, fondata nel 1906 ed oggi nota come FEBS Journal.

## Biografia

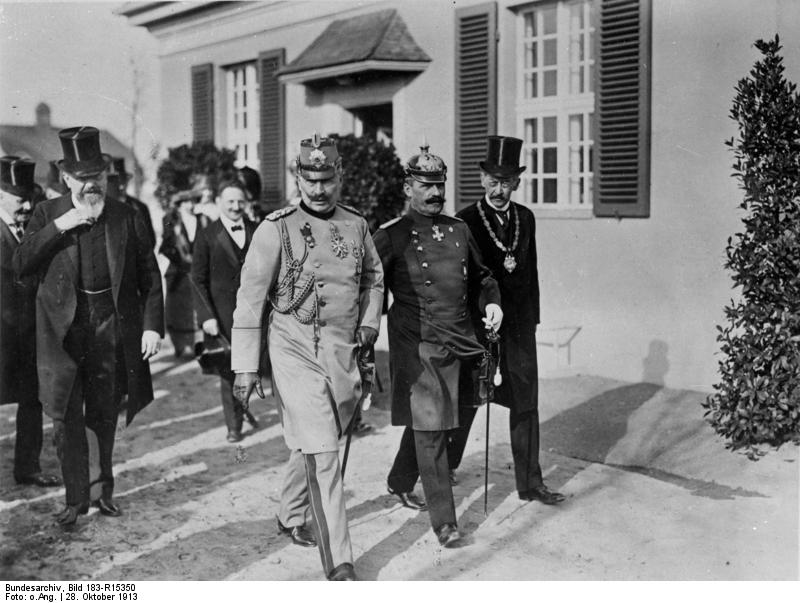
Inaugurazione del Kaiser Wilhelm Institute alla presenza del Kaiser Guglielmo II, nel 1913. Il professor Neuberg è l'uomo sullo sfondo, con il cilindro in mano.

Neuberg studiò chimica all'Università di Berlino. Dopo la laurea, si applicò allo studio della solubilità e del trasporto di membrana. Studiò la chimica dei glucidi e la fotochimica, così come le fermentazioni. Fu un pioniere anche nello studio degli amminoacidi e degli enzimi.
Neuberg fu direttore della sezione di biochimica del Kaiser Wilhelm Institute. Negli anni dieci, dopo aver annunciato la scoperta di un enzima che chiamò carbossilasi (responsabile della decarbossilazione ossidativa del piruvato), sviluppò una teoria che spiegasse la fermentazione del glucosio, che nei decenni successivi verrà ulteriormente definita nella glicolisi. I suoi studi si rivelarono molto utili per la Germania, che durante la prima guerra mondiale poté produrre elevate concentrazioni di glicerolo per la produzione di esplosivo proprio grazie alle fermentazioni di glucidi messe a punto da Neuberg.
Neuberg fece una scoperta particolarmente importante nel 1916: l'idrotropia, ovvero un processo di solubilizzazione in cui l'aggiunta ad una soluzione acquosa di grandi quantità di un secondo soluto causa un incremento della solubilità del soluto già presente.
A causa della propria fede ebraica Neuberg fu costretto a lasciare la Germania e nel 1937 si trasferì negli Stati Uniti, dove continuò i suoi studi sugli enzimi e i processi di trasporto cellulare.